# Рокколини, Лактанций
Лактанций Рокколини (итал. Lattanzio Roccolini) — родом тосканец, служил при дворе императора Карла V, которым был послан в Москву. Составил «Viaggio ridiculosissimo di Lattanzio Roccolini per Muscovia» («Смехотворное путешествие Лактанция Рокколини в Московию»), напечатанное в сборнике повестей Челио Малеспини — «Ducento Novelle da signor Celio Malespini» (Венеция, 1609). Передача содержания «Путешествия» сделана А. Веселовским[каким?] в «Записках Русского Географического Общества по отд. Этнография», 1869 г., т. II.